# Ilvie Wittek
Ilvie Wittek (* 1992 in Hollabrunn, Niederösterreich) ist ein österreichisches Model.

## Leben und Werk
Entdeckt wurde Wittek  in der Wiener U-Bahn. Kosmas Pavols, Head Booker von „Wiener Models“, sprach sie an und lud sie zu einem Vorstellungsgespräch ein. Ihre Karriere begann mit 15 Jahren, bereits 2008 war sie dreimal am Cover von Italian D und auf dem Laufsteg der Mailänder Modewoche für Maurizo Pecoraro verpflichtet.
2009 war sie in Printkampagnen für Charlotte Ronson und Abercrombie & Fitch zu sehen, letztere fotografiert von Bruce Weber. Sie färbte ihr Haar platinblond, übernahm Modeschauen von Danielle Scutt und Basso & Brooke in London, erschien in einem Editorial der British Vogue, fotografiert von Emma Summerton. Im Februar 2010 folgte schließlich der Durchbruch auf internationaler Ebene: Wittek wurde für Modeschauen in New York, London, Mailand und Paris engagiert und präsentierte Marc Jacobs, Topshop, Prada, Marni, Alberta Ferretti und Louis Vuitton. Im Herbst desselben Jahres lief sie für Monique Lhuillier, Jason Wu und Giles, sowie erneut für Marc Jacobs, Topshop Unique und Louis Vuitton, 2011 für Amanda Wakeley in New York.
In der Folge etablierte sich Wittek rasch als Top Model – in Werbekampagnen für Benetton oder Missoni, Hochglanz-Editorials für Diva oder Vogue, sowie auf den Laufstegen der westlichen Welt. Als ihr im März 2012 im Rahmen einer Gala im Wiener MuseumsQuartier der renommierte Vienna Fashion Award überreicht wurde, trug sie eine Robe des bulgarischen Designers Petar Petrov, der in Wien lebt und arbeitet.

## Auszeichnung
- 2012 Vienna Fashion Award als Best Model

## Nachweise
1. ↑  Typisch Ich: We love Ilvie! (Memento des Originals vom 17. Oktober 2014 im Internet Archive)  Info: Der Archivlink wurde automatisch eingesetzt und noch nicht geprüft. Bitte prüfe Original- und Archivlink gemäß Anleitung und entferne dann diesen Hinweis., Interview des Magazins MISS mit dem Model in New York, abgerufen am 11. Oktober  2014
2. ↑  ORF Niederösterreich: Ein Supermodel aus Hollabrunn, 26. März 2012